# Merkeshausen
Merkeshausen ist ein Weiler des Ortsteils Philippsweiler der Ortsgemeinde Oberpierscheid im Eifelkreis Bitburg-Prüm in Rheinland-Pfalz.

## Geographische Lage
Merkeshausen liegt am östlichen Rand des Gemeindegebietes in einem Tal unmittelbar an der Prüm. Der Weiler ist ausschließlich von Wald umgeben und nur schwer erreichbar. Die Entfernung zu Oberpierscheid beträgt rund 15 km per Straße.

## Geschichte
Merkeshausen war schon zur Zeit der Kelten besiedelt, was durch den Fund einer Wallanlage bestätigt werden konnte. Während der Feudalzeit gehörte der Weiler zur Herrschaft Neuerburg im Herzogtum Luxemburg.
1760 gründete man hier ein Eisenhüttenwerk, welches bis 1872 in Betrieb war. 1892/93 wurde das Schloss Merkeshausen erbaut. 1933 kaufte die Bitburger Brauerei dieses auf.
Merkeshausen war bis 1994 eine eigenständige Gemeinde mit zuletzt 23 Einwohnern. Heute handelt es sich um einen Weiler des Ortsteils Philippsweiler.

## Wappen von Oberpierscheid

Das Wappen der heute übergeordneten Gemeinde Oberpierscheid wurde in Anlehnung an die vier Ortsteile und Wohnplätze der Gemeinde entworfen und stellt diese ebenfalls symbolisch dar.
Wappenbegründung: Rot und Silber sind die Farben der Grafen von Vianden, denen seit dem 14. Jahrhundert die luxemburgischen Herrschaft Neuerburg auf deren einstigem Gebiet Oberpierscheid liegt. Der Eichenzweig soll auf die traditionsreiche Holzwirtschaft hinweisen. Vier Blätter und vier Eicheln sollen zugleich die vier Ortschaften (Oberpierscheid, Philippsweiler, Röllersdorf und Luppertsseifen) und die vier Weiler/Gehöfte (Dehnseifen, Hausmannsdell, Merkeshausen und Trampertsdell) im Wappen vertreten. Im unteren Teil des Wappen ist die Kapelle des hl. Simeon zu sehen; sie ist urkundlich bezeugt, seit 1408.

## Kultur und Sehenswürdigkeiten

### Eisenhüttenwerk
Merkeshausen eignete sich aufgrund der umfangreichen Erzvorkommen, vor allem im Bereich Altscheid, besonders gut für die Gründung eines Eisenwerks. 1760 wurde dieses errichtet und diente für mehr als einhundert Jahre der Produktion von Eisen. Die Produktionsstätten wurden vielfach auch als Reitwerke bezeichnet und entstanden zwischen dem Hochmittelalter und der Industrialisierung vor allem in der Eifel und später auch der Voreifel.

### Jagdschloss
1892 endete die Eisenproduktion in Merkeshausen und man errichtete an der Stelle der ehemaligen Eisenhütte das Jagdschloss Merkeshausen. Es handelt sich um einen modernen Bau des Luxemburger Architekten Collart aus den Jahren 1895 und 1896. Zum Schloss gehören ein repräsentatives Wohnhaus und ein dreigeschossiger Turm.

### Naherholung
Merkeshausen ist das Ziel mehrerer Wanderwege in der Region Oberpierscheid. Besonders sehenswert ist das Prümtal, das Jagdschloss Merkeshausen und die unweit liegenden Wüstungen Beifels sowie Staudenhof. Die Wanderwege bewegen sich zwischen 3 und 12 km Länge. Je nach Route kann die unmittelbare Umgebung von Merkeshausen besichtigt werden oder auch die beiden genannten Wüstungen in der Nähe von Oberweiler und Mauel.